# Snookerns världsranking 1988/1989
Snookerns världsranking 1988/1989: Nedan visas de 32 högst rankade snookerspelarna från snookersäsongen 1988/1989.
| Ranking | Namn              | Land        |
| ------- | ----------------- | ----------- |
| 1       | Steve Davis       | England     |
| 2       | Jimmy White       | England     |
| 3       | Neal Foulds       | England     |
| 4       | Stephen Hendry    | Skottland   |
| 5       | Terry Griffiths   | Wales       |
| 6       | Cliff Thorburn    | Kanada      |
| 7       | John Parrott      | England     |
| 8       | Tony Knowles      | England     |
| 9       | Mike Hallett      | England     |
| 10      | Dennis Taylor     | Nordirland  |
| 11      | Joe Johnson       | England     |
| 12      | Silvino Francisco | Sydafrika   |
| 13      | Willie Thorne     | England     |
| 14      | Peter Francisco   | Sydafrika   |
| 15      | John Virgo        | England     |
| 16      | Cliff Wilson      | Wales       |
| 17      | Alex Higgins      | Nordirland  |
| 18      | Rex Williams      | England     |
| 19      | Eddie Charlton    | Australien  |
| 20      | Tony Drago        | Malta       |
| 21      | Eugene Hughes     | Irland      |
| 22      | Dean Reynolds     | England     |
| 23      | Dene O'Kane       | Nya Zeeland |
| 24      | Doug Mountjoy     | Wales       |
| 25      | Steve Newbury     | Wales       |
| 26      | Barry West        | England     |
| 27      | John Spencer      | England     |
| 28      | David Taylor      | England     |
| 29      | Bob Chaperon      | Kanada      |
| 30      | Steve Longworth   | England     |
| 31      | Tony Meo          | England     |
| 32      | Steve James       | England     |